# Choristoneura metasequoiacola
Choristoneura metasequoiacola es una especie de polilla del género Choristoneura, tribu Archipini, subfamilia Tortricinae. Fue descrita científicamente por Liu en 1983.

## Distribución
Se distribuye por Asia: China.